# Tygři osvobození tamilského Ílamu

Vlajka Tamilských tygrů

Tygři osvobození tamilského Ílamu (tamilsky தமிழீழ விடுதலைப் புலிகள் Tamiḻīḻa viṭutalaip pulikaḷ, sinhálsky දෙමළ ඊළාම් විමුක්ති කොටි Damiḷa īḷām vimukthi koṭi, anglicky Liberation Tigers of Tamil Eelam, odtud zkratka LTTE), většinou jen Tamilští tygři, byla militantní separatistická organizace, která od 70. let 20. století do roku 2009 vedla násilnou separatistickou kampaň proti vládě Srí Lanky. Usilovala o vytvoření samostatného tamilského státu na severu Srí Lanky. Boje vstoupily do dějin pod označením občanská válka na Srí Lance. Zakladatelem Tamilských tygrů byl Vellupiláj Prabhakaran.
Mnoho států považovalo organizaci za teroristickou (mimo jiné Indie, státy Evropské unie a Spojené státy americké).
V sobotu 16. května 2009 se Tamilští tygři po 26 letech definitivně vzdali. Tygři osvobození tamilského Ílámu bojovali za svůj nezávislý stát se zbraní v ruce od roku 1983. V roce 2007 ovládali asi 15 tisíc kilometrů čtverečních na severu a východě Srí Lanky. Za 25 let bojů
si konflikt vyžádal přes 70 000 mrtvých.

## Aktivity
Skupina často páchala teroristické útoky na vojenskou i civilní infrastrukturu, jakož i atentáty na politické a vojenské vedení země. Pří bombových útocích zahynuli srílanský prezident Ranasinghe Premadasu (květen 1993) a indický premiér Rádžív Gándhí (21. května 1991). Mezi jejich největší útoky proti civilistům patří např. velký pumový útok na Centrální banku v Kolombu z 31. ledna 1996, při kterém zahynulo 91 lidí, či masakr sinhálských civilistů ve městě Anuradhápura 14. května 1985, který si vyžádal 146 obětí.
Do své porážky byla LTTE jednou z nejorganizovanějších a materiálně nejzabezpečenějších teroristických organizaci na světě. Měla rozvinuté vlastní námořnictvo, tzv. Mořské tygry pod vedením Plukovníka Soosaie (zahynul spolu s V. Prabhakaranem), zahrnující desítky bojových člunů a několik transportních lodí, přičemž jejich personál tvořilo přes 2000 mužů a žen. Pravděpodobně jako jediná teroristická organizace měla LTTE i vlastní vojenské letectvo - Vzdušné tygry, které však nebylo velmi efektivní a zahrnovalo jen několik menších upravených strojů typu Zlin Z-143L a Cessna. Nejobávanějším ozbrojeným křídlem LTTE byla speciální sebevražedná jednotka známá jako Černí tygři, která byla odpovědná za stovky sebevražedných atentátů. Území, které bylo pod kontrolou Tamilských tygrů, fungovalo v podstatě jako samostatný, normálně fungující stát. LTTE tam měli vlastní úřady, soudy, civilní policii i banky, provozovali vlastní rádiovou a televizní stanici. Finance pro své aktivity si LTTE zajišťovala hlavně výběrem daní v ní kontrolovaných oblastech, ale i námořním pirátstvím a obchodem se zbraněmi. Výraznou finanční podporu dostávala i od Tamilů žijících v zahraničí (hlavně v západní Evropě a USA).